# Émile Thubron

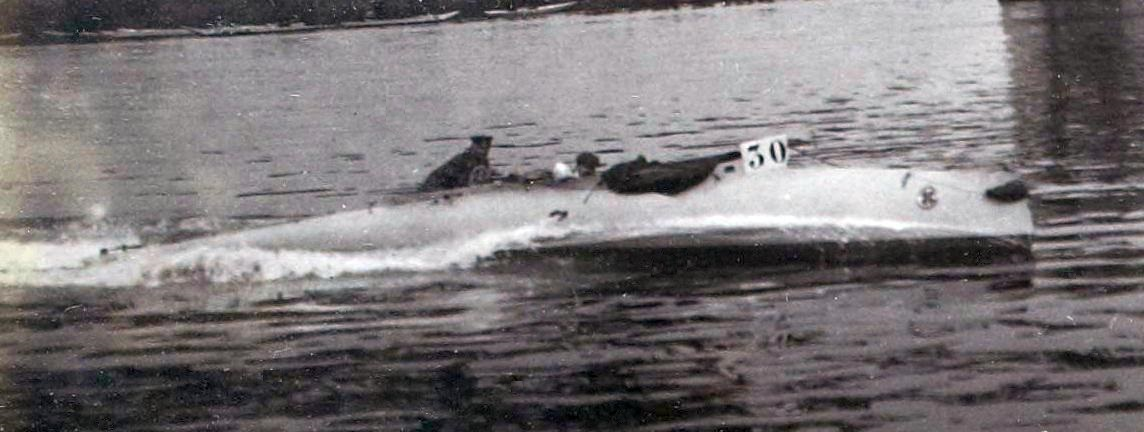
Vue rapprochée de Thubron aux canots automobiles de Juvisy-sur-Orge.

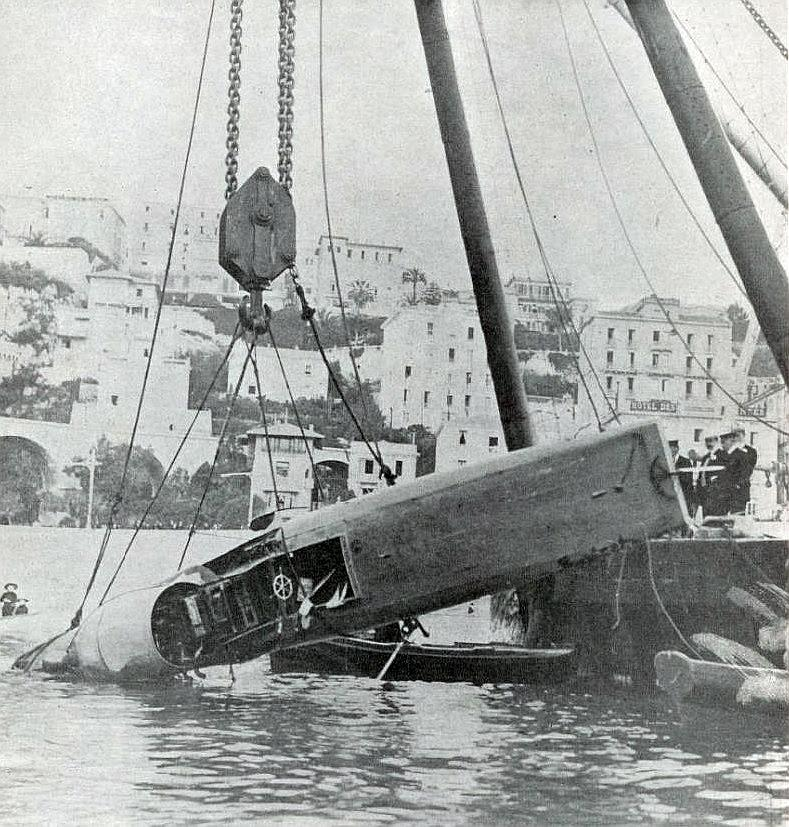
Le Trèfle-à-Quatre propriété d'Émile Thubron, vainqueur du meeting de Monaco en 1904, incendié, coulé et repêché en avril 1905 lors de l'épreuve, après un changement de moteur.

Ernest Blakelock Thubron dit Émile Thubron, né le 15 juillet 1861 à Boldon (près de Durham, en Angleterre) et mort le 22 mai 1927 à Tokomaru (Nouvelle-Zélande), est un coureur anglo-français de motonautisme.
Il est le seul champion olympique de sa spécialité (déjà sport de démonstration en 1900 à Paris), le CIO interdisant définitivement la présence des sports motorisés à compter de 1912. Cependant sa compatriote Betty Haig, petite nièce du maréchal Douglas Haig, unique concurrente féminine, s'impose aux Jeux olympiques d'été de 1936 sur Singer Le Mans 1500 dans la seule épreuve de démonstration en sports mécaniques sur route jamais acceptée par le CIO.
Les épreuves olympiques eurent lieu au Motor Yacht Club de Southampton, les 28 et 29 août 1908 (durant un week-end), sur une distance totale de 40 milles nautiques, avec le parcours [Bald Head - Dean’s Lake - N.W. Netley] dans les Southampton Waters du sud de l'Angleterre, le tout à boucler en cinq manches (4 embarcations françaises inscrites, et 13 britanniques, pour l'ensemble des épreuves).
Le jury (formé de membres du club) assista aux courses depuis le bateau Enchantress, propriété du MYC.
Thubron avait également remporté, antérieurement, la seconde manche de la Coupe Harmsworth pour bateaux à moteurs organisée alors à Solent (Angleterre) en 1904, avec son Trèfle-à-quatre (autre coque française) confié à Charles-Henri ("Hemri") Brasier.

## Palmarès
- Jeux olympiques :
  -  Médaille d'or à titre individuel en classe A Open aux Jeux olympiques d'été de 1908 à Londres (Royaume-Uni), sur Camille (bateau français doté d'une coque Pitre (fabricant parisien) de 30 pieds de long, et d'un moteur Brasier 90 H.P. de 4 cylindres) :
  - 1re manche 36 minutes 15 secondes ;
  - 2e manche 27 min 5 s ;
  - 3e manche 26 min 42 s ;
  - 4e manche 26 min 14 s ;
  - 5e manche 30 min 37 s ;
  - Temps total écoulé : 2 heures 26 minutes et 53 secondes, durant la 2e journée du 29 août.

Thubron déclaré vainqueur en solitaire (par temps très venteux), devant Dylan (canot de Lord Howard de Walden) et Wolseley-Siddely (canot du duc de Westminster).
Par la même, le motoriste français Brasier (existence de 1902 à 1930) fut le seul à pouvoir revendiquer un titre de champion olympique individuel (les deux autres médailles d'or décernées l'étant au titre d'équipages, pour les Britanniques), le constructeur motoriste britannique Singer n'ayant remporté qu'une démonstration en 1936.
Le nom de Camille fut donné à son embarcation par le constructeur en l'honneur de Camille du Gast, à la suite de sa victoire dans la course nautique de 500 milles Alger-Toulon en 1905, grâce à une coque du même fabricant dont la robustesse sauva la vie de Camille lors de son naufrage en rade de Toulon.